# Golfo della Napoule
Il golfo della Napoule (noto anche, più impropriamente, come baia di Cannes) è un golfo della costa mediterranea della Francia su cui si affacciano i comuni di Cannes, Mandelieu-la-Napoule e Théoule-sur-Mer nel dipartimento delle Alpi Marittime. Il litorale cannese occupa due terzi delle sue coste.

## Descrizione

### Situazione geografica
Situato nel mar Mediterraneo lungo la Costa Azzurra tra i ben più vasti golfo del Leone a ovest e golfo di Genova a est e più precisamente di fronte alle città di Mandelieu-La Napoule e Cannes, tra la costa del roccioso massiccio dell'Esterel a ovest e il golfo Juan a est, il golfo della Napoule si estende dalla pointe de l'Aiguille presso Théoule-sur-Mer sino alla pointe de la Croisette a Cannes e all'estremità occidentale delle isole di Lerino, Santa Margherita e Sant'Onorato.

### Morfologia
La forme del golfo è quella di una mezzaluna la cui apertura sul mare aperto di 7,5 chilometri tra la pointe de l'Aiguille e la pointe de la Croisette è orientata lungo un asse nord-ovest/sud-est. La lunghezza delle sue coste misura 27 chilometri: 9,7 nel comune di Théoule-sur-Mer, 4,1 in quello di Mandelieu-La Napoule e 13,2 in quello di Cannes. L'isobata dei 100 metri è situata a 600 metri dalla costa. Il gradiente è importante specialmente al centro del golfo, dove la pendenza media è dell'ordine del 20%. La profondità dei fondali che separano le isole di Lerino dalla pointe de la Croisette non è mai superiore ai 5 metri.
A nord-est di Théoule-sur-Mer il golfo forma un'ansa la quale, con la simmetria della rada della Croisette dal lato opposto del golfo, gli dona l'aspetto di una testa di un suricato di vedetta.

### Venti, correnti e maree
L’orientamento dei venti nel golfo della Napoule è principalmente sudorientale e settentrionale. La loro velocità, compresa tra 1,5 e 4,5 m/s, è piuttosto moderata, ed è minimale in ottobre e massimale nel mese di marzo e d'aprile. In primavera e in autunno dei violenti venti sudorientali capaci di toccare, seppur raramente, gli 8 m/s provocano degli estesi moti ondosi e l'apporto di sedimenti grazie alle correnti costiere. I venti nordoccidentali e settentrionali rinviano le acque di superficie verso il largo provocando la risalita delle acque di profondità, più chiare e fredde, e l'agitazione si affievolisce avvicinandosi al litorale. La riva subisce l'azione del moto ondoso sollevato dai venti da sud e sud-ovest e da ovest a sud-ovest, generalmente forti. Raramente e per lassi di tempo limitati, anche il libeccio può soffiare sul golfo. Esso non ha influenza sulle correnti ma può provocare un importante aumento del livello del mare e comportare delle violente tempeste sulla costa.

## Galleria d'immagini

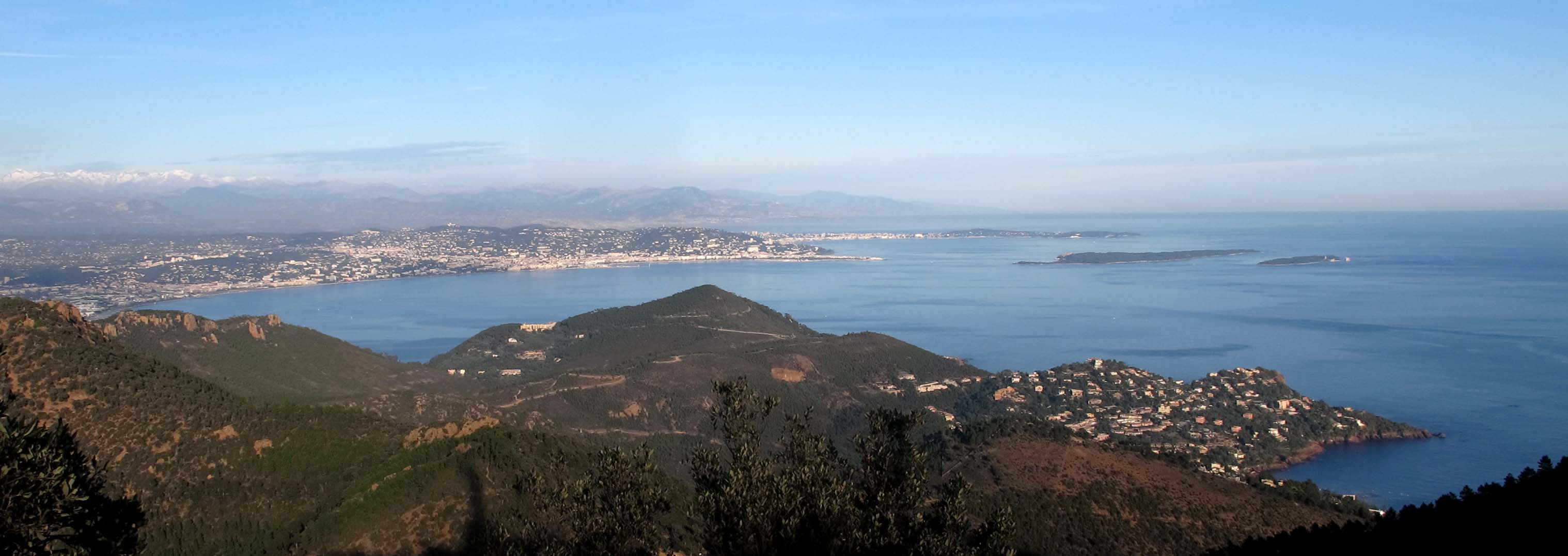
Il golfo della Napoule visto dal massiccio dell'Esterel
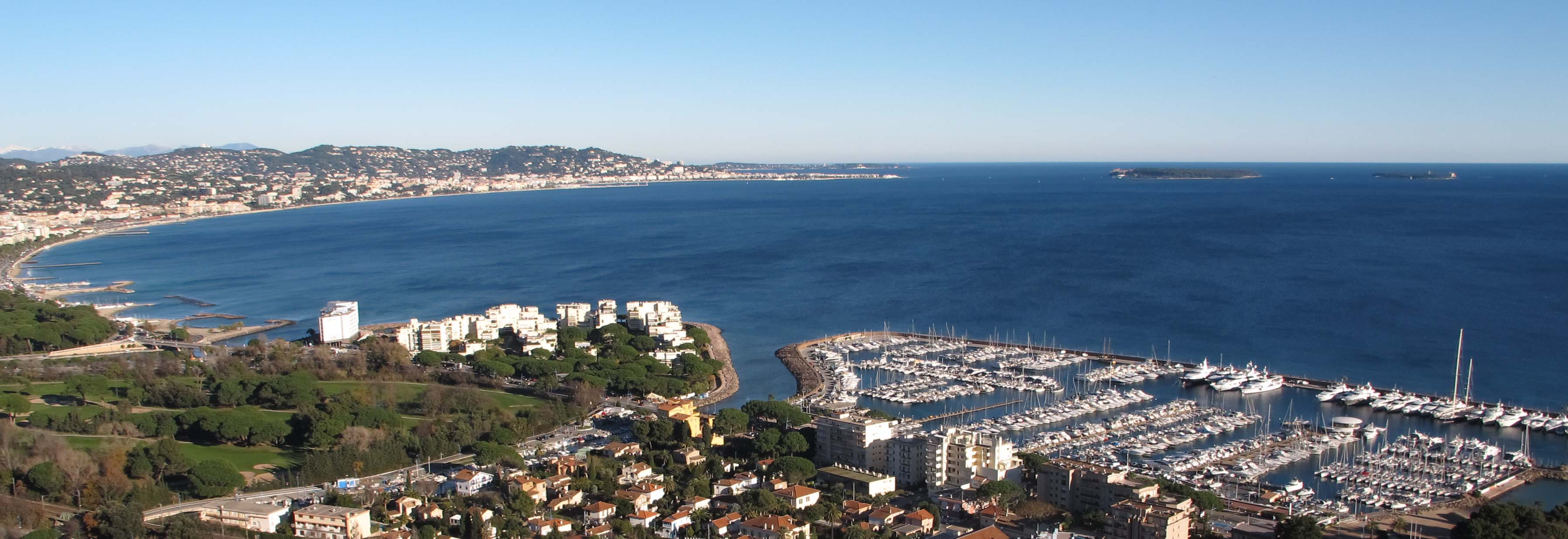
Il golfo della Napoule visto da Mandelieu-la-Napoule